# Чинка Онуфрій
Ону́фрій Чи́нка  (1862 — †1922), пасічник родом з Галичини, конструктор рамкового вулика (який носить його ім'я); підручник пасічництва Чинки перекладений польською мовою («Pszczelnictwo …» В. 1933).